# 里普利 (加利福尼亞州)
里普利（英語：Ripley）是位於美國加利福尼亞州河濱縣的一個人口普查指定地區。

## 地理
里普利的座標為33°31′26″N 114°39′11″W / 33.52389°N 114.65306°W，而該地最高點為海拔高度76米（249英尺）。

## 人口
根據2010年美國人口普查的數據，里普利的面積為4.405平方千米，均為陸地。當地共有人口692人，而人口密度為每平方千米157人。